# عنكبوت صياد متساوي الألوان
عنكبوت صياد متساوي الألوان (الاسم العلمي:Eusparassus concolor) هو نوع من العنكبوتيات يتبع جنس العنكبوت الصياد من فصيلة العناكب الصيادة.